# Baeopterus robustus
Baeopterus robustus är en tvåvingeart som beskrevs av Lamb 1909. Baeopterus robustus ingår i släktet Baeopterus och familjen tångflugor. Inga underarter finns listade i Catalogue of Life.